# Ricotta marzotica
La ricotta marzotica è un prodotto caseario pugliese, prodotto nelle province di Lecce e Taranto . Il periodo di produzione è prettamente primaverile, ovvero da metà febbraio a maggio, da cui il nome.

## Ingredienti
La ricotta marzotica viene prodotta con siero di latte di pecora, di capra, di vacca o misto.

## Caratteristiche
E' un formaggio tondo, dalla crosta tenera e rugosa e una pasta friabile, avvolto all'esterno da graminacee che ne accentuano il gusto erbaceo. Ha una forma tronco conica con altezza di 8-16 cm e diametro medio di 9-14 cm. La pasta è friabile e non elastica, il sapore è sapido con odore tipico.

## Processo di produzione
Il siero filtrato è travasato in caldaia e riscaldato lentamente a fuoco diretto sino a temperatura di 78-82 °C. Il siero viene tenuto in movimento con uno spino di legno detto anche ruotolo. All'affioramento dei primi fiocchi si interrompe l'agitazione per circa 10 minuti, quando la massa è affiorata completamente viene raccolta con la schiumarola e travasata nelle fiscelle in plastica. Successivamente avviene lo spurgo e l'allontanamento del siero in eccesso mediante dei tavoli inclinati in acciaio. Durante questa fase di posa, nelle fiscelle si aggiunge sale fino. Quando la ricotta marzotica raggiunge la giusta consistenza si passa "all'inerbimento", che consiste nell'adagiare sulla ricotta erbe della zona, come la gramigna, il lolium, e altre. Il periodo di produzione è prettamente primaverile, ovvero da metà febbraio a maggio, da qui il nome Marzotica.
La fase di stagionatura avviene in locali freschi e arieggiati, con una temperatura tra 12 e 15 °C ed umidità relativa tra 60 e 85% Il tempo di stagionatura varia da 10 a 20 giorni.

## Abbinamenti
La ricotta marzotica si può utilizzare per la realizzazione di primi piatti, antipasti, dolci e ripieni. Si può abbinare a diversi vini tra cui il Cerignola Rosso e all'Ostuni Ottavianello DOP. 
Viene tradizionalmente servita a Pasqua insieme alle fave fresche.